# 市野篤史
市野 篤史（いちの あつし）は、日本の数学者。京都大学大学院理学研究科数学教室教授。
専門は数論保型形式。保型表現とそのL関数の特殊値、そこから派生するp進簡約群の表現論を研究している。池田保(京都大学数学教室教授)が師匠であり、共同研究者でもある。

## 人物
1998年3月京都大学理学部数学科卒業、2000年3月京都大学大学院理学研究科修士課程修了。2002年1月同博士課程修了、博士号を取得(課程短縮取得)。大阪市立大学大学院理学研究科助手、2005年同講師、2008年同准教授を経て、2010年10月 京都大学大学院理学研究科数学教室准教授、2023年4月同教授。保型表現の研究、とくに保型形式の周期について優れた業績をあげている。

## 職歴
- 2002年 大阪市立大学大学院理学研究科助手
- 2005年 同 講師
- 2008年 同 准教授
- 2010年10月 京都大学大学院理学研究科数学教室准教授
- 2023年 4月 同 教授

## 業績
- 保型表現とその周期の研究
- p進簡約群の表現論の新たな展開

## 顕彰・招待講演
- 2007年 建部賢弘賞（特別賞） 日本数学会[3]
- 2012年 科学技術分野の文部科学大臣表彰(若手科学者賞)[4]
- 2013年 代数学賞 日本数学会[5]
- 2022年 ICM 2022 Virtual 招待講演者[6]